# Гапонович Наталія Володимирівна
Ната́лія Володи́мирівна Гапоно́вич (* 1972) — українська і російська спортсменка-яхтсменка. Заслужений майстер спорту (вітрильний спорт).

## З життєпису
Народилась 1972 року в місті Нікополь.
Випускниця РГУФК. Живе у Московській області.
Срібна (1993) та бронзова (1997, 2003) призерка чемпіонатів світу.
Бронзова призерка чемпіонату Європи (2000).
Переможниця двох вітрильних регат в Австралії (2000) у класі 470.